# Saffo
Saffo és una òpera en tres actes de Giovanni Pacini, amb llibret de Salvatore Cammarano que es basa en l'obra de Franz Grillparzer sobre la llegenda grega de Safo. L'òpera es va representar per primera vegada al Teatro San Carlo de Nàpols el 29 de novembre de 1840, i també es va representar a París al Théâtre-Italien el 15 de març de 1842. es va representar amb freqüència durant el segle XIX. La seva primera presentació al Regne Unit va ser l'1 d'abril de 1843 al Theatre Royal, Drury Lane a Londres i, als EUA el 1847 a Nova York.